# Lista över matchresultat i Elitserien i ishockey 1988/1989
Lista över matchresultat i grundserien av Elitserien i ishockey 1988/1989. Ligan inleddes den 2 oktober 1988 och avslutades 23 februari 1989.

## Slutställning
Grundserien
| Nr | Lag               | S  | V  | O | F  | GM  | IM  | MS  | P  |
| -- | ----------------- | -- | -- | - | -- | --- | --- | --- | -- |
| 1  | Leksands IF       | 22 | 13 | 1 | 8  | 107 | 75  | +32 | 27 |
| 2  | AIK               | 22 | 13 | 0 | 9  | 87  | 65  | +22 | 26 |
| 3  | Djurgårdens IF    | 22 | 12 | 2 | 8  | 75  | 65  | +10 | 26 |
| 4  | Södertälje SK     | 22 | 10 | 6 | 6  | 80  | 74  | +6  | 26 |
| 5  | Luleå HF          | 22 | 12 | 1 | 9  | 93  | 85  | +8  | 25 |
| 6  | Färjestad BK (RM) | 22 | 11 | 1 | 10 | 86  | 78  | +8  | 23 |
| 7  | HV71              | 22 | 10 | 2 | 10 | 92  | 79  | +13 | 22 |
| 8  | Brynäs IF         | 22 | 9  | 2 | 11 | 66  | 78  | −12 | 20 |
| 9  | Modo HK           | 22 | 9  | 2 | 11 | 74  | 89  | −15 | 20 |
| 10 | Skellefteå HC     | 22 | 8  | 1 | 13 | 71  | 75  | −4  | 17 |
| 11 | Västerås IK       | 22 | 7  | 3 | 12 | 69  | 108 | −39 | 17 |
| 12 | IF Björklöven     | 22 | 5  | 5 | 12 | 59  | 88  | −29 | 15 |

Fortsättningsserien
| Nr | Lag               | S  | V  | O | F  | GM  | IM  | MS  | P  |
| -- | ----------------- | -- | -- | - | -- | --- | --- | --- | -- |
| 1  | Djurgårdens IF    | 40 | 24 | 5 | 11 | 162 | 124 | +38 | 53 |
| 2  | Leksands IF       | 40 | 25 | 2 | 13 | 204 | 151 | +53 | 52 |
| 3  | Södertälje SK     | 40 | 19 | 8 | 13 | 157 | 140 | +17 | 46 |
| 4  | Luleå HF          | 40 | 20 | 3 | 17 | 177 | 170 | +7  | 43 |
| 5  | Färjestad BK (RM) | 40 | 20 | 2 | 18 | 161 | 153 | +8  | 42 |
| 6  | Brynäs IF         | 40 | 19 | 3 | 18 | 142 | 147 | −5  | 41 |
| 7  | AIK               | 40 | 19 | 2 | 19 | 161 | 142 | +19 | 40 |
| 8  | HV71              | 40 | 17 | 3 | 20 | 156 | 155 | +1  | 37 |
| 9  | Modo HK           | 40 | 17 | 3 | 20 | 148 | 170 | −22 | 37 |
| 10 | Skellefteå HC     | 40 | 10 | 1 | 29 | 122 | 170 | −48 | 21 |

## Matcher

### Grundserien
| Datum Match Resultat Publik Spelplan Omgång 1 - 2 oktober 1988 Luleå HF-Södertälje SK 6-2 (1-0, 3-0, 2-2) 5132 Delfinen - 2 oktober 1988 Brynäs IF-Skellefteå AIK 5-3 (0-1, 4-1, 1-1) 4318 Gavlerinken - 2 oktober 1988 Djurgårdens IF-Leksands IF 2-6 (0-0, 0-2, 2-4) 6808 Johanneshovs Isstadion - 2 oktober 1988 IF Björklöven-Modo Hockey 2-8 (1-0, 0-2, 1-6) 4016 Umeå ishall - 2 oktober 1988 Färjestads BK-AIK 4-3 (2-0, 0-2, 2-1) 4413 Färjestads Ishall - 2 oktober 1988 HV 71-Västerås IK 9-3 (4-0, 1-2, 4-1) 4035 Rosenlundshallen Omgång 2 - 6 oktober 1988 Västerås IK-Färjestads BK 5-3 (0-1, 2-2, 3-0) 5696 Rocklundahallen - 6 oktober 1988 AIK-IF Björklöven 1-4 (0-2, 1-1, 0-1) 4028 Johanneshovs Isstadion - 6 oktober 1988 Modo Hockey-Djurgårdens IF 3-0 (2-0, 0-0, 1-0) 4425 Kempehallen - 6 oktober 1988 Leksands IF-Brynäs IF 3-4 (0-1, 2-2, 1-1) 5502 Leksands Isstadion - 6 oktober 1988 Skellefteå AIK-Luleå HF 7-2 (3-0, 4-1, 0-1) 4889 Skellefteå isstadion - 6 oktober 1988 Södertälje SK-HV 71 4-3 (2-1, 1-1, 1-1) 3266 Scaniarinken Omgång 3 - 9 oktober 1988 Luleå HF-Leksands IF 3-9 (0-3, 2-4, 1-2) 4971 Delfinen - 9 oktober 1988 Brynäs IF-Modo Hockey 4-6 (0-2, 2-2, 2-2) 5062 Gavlerinken - 9 oktober 1988 Djurgårdens IF-AIK 1-2 (0-1, 0-1, 1-0) 10128 Johanneshovs Isstadion - 9 oktober 1988 IF Björklöven-Västerås IK 2-2 (1-0, 0-1, 1-1) 3007 Umeå ishall - 9 oktober 1988 Färjestads BK-HV 71 3-5 (1-0, 1-2, 1-3) 4120 Färjestads Ishall - 9 oktober 1988 Södertälje SK-Skellefteå AIK 3-2 (0-1, 1-1, 2-0) 3425 Scaniarinken Omgång 4 - 12 oktober 1988 HV 71-IF Björklöven 2-1 (1-0, 0-1, 1-0) 4338 Rosenlundshallen - 13 oktober 1988 Västerås IK-Djurgårdens IF 0-4 (0-0, 0-3, 0-1) 6981 Rocklundahallen - 13 oktober 1988 AIK-Brynäs IF 5-2 (0-0, 2-1, 3-1) 5168 Johanneshovs Isstadion - 13 oktober 1988 Modo Hockey-Luleå HF 0-6 (0-2, 0-2, 0-2) 4201 Kempehallen - 13 oktober 1988 Leksands IF-Skellefteå AIK 5-4 (2-0, 2-4, 1-0) 3775 Leksands Isstadion - 13 oktober 1988 Södertälje SK-Färjestads BK 3-4 (2-1, 1-1, 0-2) 3461 Scaniarinken Omgång 5 - 4 oktober 1988 IF Björklöven-Färjestads BK 0-4 (0-1, 0-1, 0-2) 2690 Umeå ishall - 16 oktober 1988 Luleå HF-AIK 7-9 (1-4, 3-4, 3-1) 4938 Delfinen - 16 oktober 1988 Brynäs IF-Västerås IK 2-2 (0-0, 2-1, 0-1) 5155 Gavlerinken - 16 oktober 1988 Djurgårdens IF-HV 71 3-2 (1-1, 1-1, 1-0) 5844 Johanneshovs Isstadion - 16 oktober 1988 Leksands IF-Södertälje SK 4-2 (2-0, 1-2, 1-0) 5013 Leksands Isstadion - 16 oktober 1988 Skellefteå AIK-Modo Hockey 1-2 (1-0, 0-2, 0-0) 4326 Skellefteå isstadion Omgång 6 - 18 oktober 1988 Färjestads BK-Djurgårdens IF 3-4 (2-2, 0-1, 1-1) 4645 Färjestads Ishall - 18 oktober 1988 HV 71-Brynäs IF 8-1 (2-0, 4-1, 2-0) 4371 Rosenlundshallen - 18 oktober 1988 Västerås IK-Luleå HF 3-4 (2-0, 1-1, 0-3) 5275 Rocklundahallen - 18 oktober 1988 AIK-Skellefteå AIK 4-3 (3-2, 0-1, 1-0) 3777 Johanneshovs Isstadion - 18 oktober 1988 Modo Hockey-Leksands IF 3-5 (1-1, 2-1, 0-3) 3557 Kempehallen - 25 oktober 1988 Södertälje SK-IF Björklöven 5-5 (2-1, 2-2, 1-2) 3107 Scaniarinken Omgång 7 - 20 oktober 1988 Luleå HF-HV 71 4-3 (0-1, 2-0, 2-2) 4714 Delfinen - 20 oktober 1988 Brynäs IF-Färjestads BK 2-3 (0-1, 1-2, 1-0) 3678 Gavlerinken - 20 oktober 1988 Djurgårdens IF-IF Björklöven 4-1 (1-0, 1-1, 2-0) 5216 Johanneshovs Isstadion - 20 oktober 1988 Modo Hockey-Södertälje SK 4-4 (1-2, 2-1, 1-1) 3184 Kempehallen - 20 oktober 1988 Leksands IF-AIK 3-4 (0-2, 2-1, 1-1) 4964 Leksands Isstadion - 20 oktober 1988 Skellefteå AIK-Västerås IK 6-2 (1-1, 2-1, 3-0) 3377 Skellefteå isstadion Omgång 8 - 23 oktober 1988 IF Björklöven-Brynäs IF 6-1 (1-0, 3-1, 2-0) 2671 Umeå ishall - 23 oktober 1988 Färjestads BK-Luleå HF 6-2 (2-1, 2-0, 2-1) 4020 Färjestads Ishall - 23 oktober 1988 HV 71-Skellefteå AIK 3-5 (0-0, 1-2, 2-3) 4195 Rosenlundshallen - 23 oktober 1988 Västerås IK-Leksands IF 1-7 (0-1, 1-5, 0-1) 7588 Rocklundahallen - 23 oktober 1988 AIK-Modo Hockey 6-3 (3-2, 2-0, 1-1) 6047 Johanneshovs Isstadion - 23 oktober 1988 Södertälje SK-Djurgårdens IF 1-0 (0-0, 0-0, 1-0) 6658 Scaniarinken Omgång 9 - 27 oktober 1988 Luleå HF-IF Björklöven 4-3 (2-1, 0-1, 2-1) 4915 Delfinen - 27 oktober 1988 Brynäs IF-Djurgårdens IF 2-3 (1-1, 1-2, 0-0) 4832 Gavlerinken - 27 oktober 1988 AIK-Södertälje SK 3-4 (1-2, 0-1, 2-1) 7308 Johanneshovs Isstadion - 27 oktober 1988 Modo Hockey-Västerås IK 4-5 (2-1, 1-3, 1-1) 2925 Kempehallen - 27 oktober 1988 Leksands IF-HV 71 5-5 (2-1, 2-3, 1-1) 4449 Leksands Isstadion - 27 oktober 1988 Skellefteå AIK-Färjestads BK 2-5 (0-1, 1-1, 1-3) 3704 Skellefteå isstadion Omgång 10 - 30 oktober 1988 Djurgårdens IF-Luleå HF 2-2 (1-2, 1-0, 0-0) 6152 Johanneshovs Isstadion - 30 oktober 1988 IF Björklöven-Skellefteå AIK 4-2 (3-1, 0-0, 1-1) 4269 Umeå ishall - 30 oktober 1988 Färjestads BK-Leksands IF 3-1 (1-0, 2-1, 0-0) 5203 Färjestads Ishall - 30 oktober 1988 HV 71-Modo Hockey 1-2 (0-0, 0-0, 1-2) 4263 Rosenlundshallen - 30 oktober 1988 Västerås IK-AIK 5-4 (3-3, 2-1, 0-0) 6939 Rocklundahallen - 30 oktober 1988 Södertälje SK-Brynäs IF 4-4 (1-0, 2-1, 1-3) 4204 Scaniarinken Omgång 11 - 3 november 1988 Luleå HF-Brynäs IF 0-2 (0-0, 0-2, 0-0) 4803 Delfinen - 3 november 1988 Västerås IK-Södertälje SK 2-5 (1-1, 1-1, 0-3) 5990 Rocklundahallen - 3 november 1988 AIK-HV 71 2-3 (0-1, 1-0, 1-2) 4781 Johanneshovs Isstadion - 3 november 1988 Modo Hockey-Färjestads BK 2-1 (1-0, 0-0, 1-1) 3707 Kempehallen - 3 november 1988 Leksands IF-IF Björklöven 8-2 (2-0, 1-0, 5-2) 4816 Leksands Isstadion - 3 november 1988 Skellefteå AIK-Djurgårdens IF 1-3 (0-1, 1-0, 0-2) 3754 Skellefteå isstadion | Omgång 12 - 6 november 1988 Brynäs IF-Luleå HF 3-2 (1-1, 1-1, 1-0) 4549 Gavlerinken - 6 november 1988 Djurgårdens IF-Skellefteå AIK 4-3 (1-0, 3-0, 0-3) 5510 Johanneshovs Isstadion - 6 november 1988 IF Björklöven-Leksands IF 5-3 (0-1, 2-1, 3-1) 3058 Umeå ishall - 6 november 1988 Färjestads BK-Modo Hockey 6-4 (4-0, 1-1, 1-3) 4387 Färjestads Ishall - 6 november 1988 HV 71-AIK 2-3 (1-1, 0-1, 1-1) 4424 Rosenlundshallen - 6 november 1988 Södertälje SK-Västerås IK 1-1 (0-1, 1-0, 0-0) 4572 Scaniarinken Omgång 13 - 10 november 1988 Luleå HF-Djurgårdens IF 7-5 (2-1, 4-1, 1-3) 5123 Delfinen - 10 november 1988 Brynäs IF-Södertälje SK 5-3 (0-1, 2-1, 3-1) 4228 Gavlerinken - 10 november 1988 AIK-Västerås IK 7-3 (1-1, 3-1, 3-1) 5655 Johanneshovs Isstadion - 10 november 1988 Modo Hockey-HV 71 4-6 (3-1, 1-2, 0-3) 2896 Kempehallen - 10 november 1988 Leksands IF-Färjestads BK 6-2 (0-0, 5-1, 1-1) 5051 Leksands Isstadion - 10 november 1988 Skellefteå AIK-IF Björklöven 2-0 (0-0, 1-0, 1-0) 4634 Skellefteå isstadion Omgång 14 - 17 november 1988 Djurgårdens IF-Brynäs IF 2-4 (0-2, 2-1, 0-1) 6075 Johanneshovs Isstadion - 17 november 1988 IF Björklöven-Luleå HF 1-4 (0-0, 0-1, 1-3) 3362 Umeå ishall - 17 november 1988 Färjestads BK-Skellefteå AIK 4-5 (0-2, 1-2, 3-1) 3729 Färjestads Ishall - 17 november 1988 HV 71-Leksands IF 6-11 (5-3, 0-3, 1-5) 4468 Rosenlundshallen - 17 november 1988 Västerås IK-Modo Hockey 6-3 (1-2, 2-1, 3-0) 4550 Rocklundahallen - 17 november 1988 Södertälje SK-AIK 4-3 (1-2, 1-1, 2-0) 5769 Scaniarinken Omgång 15 - 20 november 1988 Luleå HF-Färjestads BK 6-7 (3-2, 3-2, 0-3) 5051 Delfinen - 20 november 1988 Brynäs IF-IF Björklöven 6-1 (3-0, 0-0, 3-1) 5613 Gavlerinken - 20 november 1988 Djurgårdens IF-Södertälje SK 8-2 (4-1, 3-0, 1-1) 5973 Johanneshovs Isstadion - 20 november 1988 Modo Hockey-AIK 5-3 (2-1, 2-1, 1-1) 3666 Kempehallen - 20 november 1988 Leksands IF-Västerås IK 5-2 (2-1, 1-0, 2-1) 5326 Leksands Isstadion - 20 november 1988 Skellefteå AIK-HV 71 2-3 (1-0, 1-1, 0-2) 3832 Skellefteå isstadion Omgång 16 - 22 november 1988 IF Björklöven-Djurgårdens IF 4-4 (3-1, 1-1, 0-2) 2644 Umeå ishall - 22 november 1988 Färjestads BK-Brynäs IF 2-4 (0-0, 2-3, 0-1) 4299 Färjestads Ishall - 22 november 1988 HV 71-Luleå HF 1-2 (1-1, 0-1, 0-0) 3562 Rosenlundshallen - 22 november 1988 Västerås IK-Skellefteå AIK 4-3 (2-0, 2-1, 0-2) 5231 Rocklundahallen - 22 november 1988 AIK-Leksands IF 4-1 (1-1, 2-0, 1-0) 9263 Johanneshovs Isstadion - 22 november 1988 Södertälje SK-Modo Hockey 9-2 (2-0, 1-1, 6-1) 2982 Scaniarinken Omgång 17 - 24 november 1988 Luleå HF-Västerås IK 11-4 (1-0, 6-3, 4-1) 4562 Delfinen - 24 november 1988 Brynäs IF-HV 71 4-6 (4-0, 0-0, 0-6) 4280 Gavlerinken - 24 november 1988 Djurgårdens IF-Färjestads BK 8-5 (1-1, 4-2, 3-2) 5690 Johanneshovs Isstadion - 24 november 1988 IF Björklöven-Södertälje SK 4-4 (2-4, 1-0, 1-0) 2650 Umeå ishall - 24 november 1988 Leksands IF-Modo Hockey 6-3 (1-1, 1-0, 4-2) 4090 Leksands Isstadion - 24 november 1988 Skellefteå AIK-AIK 3-1 (0-1, 2-0, 1-0) 3151 Skellefteå isstadion Omgång 18 - 27 november 1988 Färjestads BK-IF Björklöven 6-1 (1-1, 3-0, 2-0) 3668 Färjestads Ishall - 27 november 1988 HV 71-Djurgårdens IF 2-4 (1-0, 0-3, 1-1) 4034 Rosenlundshallen - 27 november 1988 Västerås IK-Brynäs IF 3-1 (2-0, 0-1, 1-0) 6590 Rocklundahallen - 27 november 1988 AIK-Luleå HF 6-1 (2-1, 1-0, 3-0) 4963 Johanneshovs Isstadion - 27 november 1988 Modo Hockey-Skellefteå AIK 2-2 (0-0, 2-1, 0-1) 2628 Kempehallen - 27 november 1988 Södertälje SK-Leksands IF 5-3 (1-0, 2-2, 2-1) 7127 Scaniarinken Omgång 19 - 1 december 1988 Luleå HF-Modo Hockey 6-3 (2-2, 1-1, 3-0) 4497 Delfinen - 1 december 1988 Brynäs IF-AIK 0-4 (0-0, 0-3, 0-1) 5025 Gavlerinken - 1 december 1988 Djurgårdens IF-Västerås IK 7-4 (3-1, 0-1, 4-2) 5397 Johanneshovs Isstadion - 1 december 1988 IF Björklöven-HV 71 3-3 (2-0, 1-1, 0-2) 2731 Umeå ishall - 1 december 1988 Färjestads BK-Södertälje SK 4-4 (2-1, 1-1, 1-2) 3866 Färjestads Ishall - 1 december 1988 Skellefteå AIK-Leksands IF 3-7 (1-3, 1-2, 1-2) 3661 Skellefteå isstadion Omgång 20 - 4 december 1988 HV 71-Färjestads BK 5-4 (0-1, 3-1, 2-2) 3853 Rosenlundshallen - 4 december 1988 Västerås IK-IF Björklöven 7-4 (4-2, 1-1, 2-1) 6321 Rocklundahallen - 4 december 1988 AIK-Djurgårdens IF 4-0 (2-0, 1-0, 1-0) 10148 Johanneshovs Isstadion - 4 december 1988 Modo Hockey-Brynäs IF 5-3 (2-1, 2-1, 1-1) 2425 Kempehallen - 4 december 1988 Leksands IF-Luleå HF 3-4 (0-0, 3-0, 0-4) 4584 Leksands Isstadion - 4 december 1988 Skellefteå AIK-Södertälje SK 4-2 (1-1, 1-1, 2-0) 3099 Skellefteå isstadion Omgång 21 - 8 december 1988 Luleå HF-Skellefteå AIK 10-2 (1-1, 5-1, 4-0) 4276 Delfinen - 8 december 1988 Brynäs IF-Leksands IF 7-1 (2-0, 5-1, 0-0) 7022 Gavlerinken - 8 december 1988 Djurgårdens IF-Modo Hockey 6-2 (2-1, 4-1, 0-0) 3491 Johanneshovs Isstadion - 8 december 1988 IF Björklöven-AIK 5-4 (2-1, 2-1, 1-2) 2259 Umeå ishall - 8 december 1988 Färjestads BK-Västerås IK 5-1 (1-0, 3-0, 1-1) 3671 Färjestads Ishall - 8 december 1988 HV 71-Södertälje SK 3-5 (3-0, 0-3, 0-2) 3364 Rosenlundshallen Omgång 22 - 11 december 1988 Västerås IK-HV 71 4-11 (1-1, 1-5, 2-5) 7021 Rocklundahallen - 11 december 1988 AIK-Färjestads BK 5-2 (1-1, 2-0, 2-1) 3901 Johanneshovs Isstadion - 11 december 1988 Modo Hockey-IF Björklöven 4-1 (0-0, 1-0, 3-1) 3188 Kempehallen - 11 december 1988 Leksands IF-Djurgårdens IF 5-1 (1-0, 3-1, 1-0) 5107 Leksands Isstadion - 11 december 1988 Skellefteå AIK-Brynäs IF 6-0 (1-0, 2-0, 3-0) 3599 Skellefteå isstadion - 11 december 1988 Södertälje SK-Luleå HF 4-0 (1-0, 1-0, 2-0) 3629 Scaniarinken |

### Fortsättningsserien
| Datum Match Resultat Publik Spelplan Omgång 23 - 27 december 1988 Djurgårdens IF-HV 71 8-1 (1-0, 5-0, 2-1) 3843 Johanneshovs Isstadion - 27 december 1988 Södertälje SK-Leksands IF 6-5 (3-2, 2-1, 1-2) 5152 Scaniarinken - 27 december 1988 Brynäs IF-Skellefteå AIK 4-3 (2-3, 1-0, 1-0) 3610 Gavlerinken - 27 december 1988 Modo Hockey-Färjestads BK 5-2 (4-0, 0-1, 1-1) 2926 Kempehallen - 27 december 1988 Luleå HF-AIK 7-8 (3-0, 1-3, 3-5) 4624 Delfinen Omgång 24 - 29 december 1988 AIK-Modo Hockey 5-6 (2-2, 1-2, 2-2) 3816 Johanneshovs Isstadion - 29 december 1988 Färjestads BK-Brynäs IF 4-2 (1-0, 2-2, 1-0) 4351 Färjestads Ishall - 29 december 1988 Skellefteå AIK-Södertälje SK 5-4 (2-0, 3-2, 0-2) 3405 Skellefteå isstadion - 29 december 1988 Leksands IF-Djurgårdens IF 5-1 (1-0, 1-0, 3-1) 6007 Leksands Isstadion - 29 december 1988 HV 71-Luleå HF 6-4 (1-0, 2-2, 3-2) 3636 Rosenlundshallen Omgång 25 - 3 januari 1989 Djurgårdens IF-Skellefteå AIK 5-4 (0-2, 1-1, 4-1) 4328 Johanneshovs Isstadion - 3 januari 1989 Södertälje SK-Färjestads BK 5-3 (1-2, 1-1, 3-0) 4154 Scaniarinken - 3 januari 1989 Brynäs IF-AIK 5-1 (0-1, 1-0, 4-0) 4646 Gavlerinken - 3 januari 1989 Modo Hockey-Luleå HF 4-4 (2-1, 1-1, 1-2) 3620 Kempehallen - 3 januari 1989 Leksands IF-HV 71 6-4 (1-2, 5-2, 0-0) 5200 Leksands Isstadion Omgång 26 - 6 januari 1989 Luleå HF-Brynäs IF 8-1 (3-1, 3-0, 2-0) 4807 Delfinen - 6 januari 1989 Färjestads BK-Djurgårdens IF 6-12 (2-2, 2-5, 2-5) 4708 Färjestads Ishall - 6 januari 1989 Skellefteå AIK-Leksands IF 4-5 (1-0, 2-3, 1-2) 3226 Skellefteå isstadion - 6 januari 1989 HV 71-Modo Hockey 3-2 (1-1, 0-0, 2-1) 3954 Rosenlundshallen - 17 januari 1989 AIK-Södertälje SK 4-2 (1-1, 1-1, 2-0) 5012 Johanneshovs Isstadion Omgång 27 - 8 januari 1989 Leksands IF-Färjestads BK 11-3 (3-1, 4-0, 4-2) 5510 Leksands Isstadion - 8 januari 1989 Södertälje SK-HV 71 5-3 (2-2, 1-0, 2-1) 4003 Scaniarinken - 8 januari 1989 Brynäs IF-Modo Hockey 5-2 (1-0, 4-2, 0-0) 3922 Gavlerinken - 8 januari 1989 Skellefteå AIK-Luleå HF 3-5 (0-0, 3-1, 0-4) 4051 Skellefteå isstadion - 9 januari 1989 Djurgårdens IF-AIK 4-3 (1-0, 2-1, 1-2) 10028 Johanneshovs Isstadion Omgång 28 - 12 januari 1989 Modo Hockey-Södertälje SK 4-3 (2-0, 1-0, 1-3) 2688 Kempehallen - 12 januari 1989 Luleå HF-Djurgårdens IF 4-4 (2-3, 1-0, 1-1) 4841 Delfinen - 12 januari 1989 AIK-Leksands IF 3-5 (0-2, 2-1, 1-2) 7526 Johanneshovs Isstadion - 12 januari 1989 Färjestads BK-Skellefteå AIK 3-0 (1-0, 0-0, 2-0) 3542 Färjestads Ishall - 12 januari 1989 HV 71-Brynäs IF 7-3 (4-0, 2-3, 1-0) 3992 Rosenlundshallen Omgång 29 - 15 januari 1989 Djurgårdens IF-Modo Hockey 8-5 (1-3, 3-1, 4-1) 5016 Johanneshovs Isstadion - 15 januari 1989 Södertälje SK-Brynäs IF 3-1 (1-1, 0-0, 2-0) 4320 Scaniarinken - 15 januari 1989 Färjestads BK-HV 71 8-3 (3-0, 3-1, 2-2) 3759 Färjestads Ishall - 15 januari 1989 Skellefteå AIK-AIK 0-5 (0-2, 0-0, 0-3) 2505 Skellefteå isstadion - 15 januari 1989 Leksands IF-Luleå HF 5-7 (2-1, 1-1, 2-5) 5170 Leksands Isstadion Omgång 30 - 19 januari 1989 Brynäs IF-Djurgårdens IF 3-5 (3-0, 0-2, 0-3) 4558 Gavlerinken - 19 januari 1989 Modo Hockey-Leksands IF 5-7 (1-2, 3-2, 1-3) 3186 Kempehallen - 19 januari 1989 Luleå HF-Södertälje SK 3-6 (2-2, 0-1, 1-3) 4721 Delfinen - 19 januari 1989 AIK-Färjestads BK 4-2 (0-1, 2-0, 2-1) 4186 Johanneshovs Isstadion - 19 januari 1989 HV 71-Skellefteå AIK 6-3 (2-1, 1-2, 3-0) 3464 Rosenlundshallen Omgång 31 - 22 januari 1989 Djurgårdens IF-Södertälje SK 3-3 (0-1, 1-2, 2-0) 6834 Johanneshovs Isstadion - 22 januari 1989 HV 71-AIK 4-3 (2-1, 1-1, 1-1) 4247 Rosenlundshallen - 22 januari 1989 Färjestads BK-Luleå HF 6-3 (2-0, 1-1, 3-2) 4004 Färjestads Ishall - 22 januari 1989 Skellefteå AIK-Modo Hockey 7-4 (1-2, 3-2, 3-0) 2161 Skellefteå isstadion - 22 januari 1989 Leksands IF-Brynäs IF 6-3 (1-0, 3-1, 2-2) 6206 Leksands Isstadion | Omgång 32 - 24 januari 1989 Södertälje SK-Djurgårdens IF 0-4 (0-1, 0-1, 0-2) 6247 Scaniarinken - 24 januari 1989 Brynäs IF-Leksands IF 7-3 (3-1, 1-1, 3-1) 6550 Gavlerinken - 24 januari 1989 Modo Hockey-Skellefteå AIK 6-3 (1-0, 3-2, 2-1) 2218 Kempehallen - 24 januari 1989 Luleå HF-Färjestads BK 5-4 (2-0, 2-1, 1-3) 4364 Delfinen - 24 januari 1989 AIK-HV 71 4-4 (3-0, 1-2, 0-2) 3273 Johanneshovs Isstadion Omgång 33 - 26 januari 1989 Djurgårdens IF-Brynäs IF 4-4 (2-2, 1-1, 1-1) 4844 Johanneshovs Isstadion - 26 januari 1989 Södertälje SK-Luleå HF 8-4 (1-1, 4-2, 3-1) 2710 Scaniarinken - 26 januari 1989 Färjestads BK-AIK 3-3 (0-1, 1-2, 2-0) 4207 Färjestads Ishall - 26 januari 1989 Skellefteå AIK-HV 71 2-5 (2-4, 0-0, 0-1) 1832 Skellefteå isstadion - 26 januari 1989 Leksands IF-Modo Hockey 3-6 (0-1, 1-2, 2-3) 3605 Leksands Isstadion Omgång 34 - 29 januari 1989 Brynäs IF-Södertälje SK 3-5 (1-0, 2-3, 0-2) 4683 Gavlerinken - 29 januari 1989 Modo Hockey-Djurgårdens IF 2-6 (0-2, 1-1, 1-3) 3597 Kempehallen - 29 januari 1989 Luleå HF-Leksands IF 1-4 (0-1, 1-1, 0-2) 4903 Delfinen - 29 januari 1989 AIK-Skellefteå AIK 8-2 (2-0, 3-0, 3-2) 3093 Johanneshovs Isstadion - 29 januari 1989 HV 71-Färjestads BK 6-5 (1-3, 0-1, 5-1) 4263 Rosenlundshallen Omgång 35 - 2 februari 1989 AIK-Luleå HF 4-6 (2-3, 0-2, 2-1) 3846 Johanneshovs Isstadion - 2 februari 1989 Färjestads BK-Modo Hockey 1-0 (1-0, 0-0, 0-0) 3709 Färjestads Ishall - 2 februari 1989 Skellefteå AIK-Brynäs IF 2-7 (0-1, 1-4, 1-2) 1685 Skellefteå isstadion - 2 februari 1989 Leksands IF-Södertälje SK 4-4 (1-1, 2-1, 1-2) 4598 Leksands Isstadion - 2 februari 1989 HV 71-Djurgårdens IF 2-3 (1-2, 1-0, 0-1) 4400 Rosenlundshallen Omgång 36 - 9 februari 1989 Djurgårdens IF-Leksands IF 5-7 (0-2, 3-2, 2-3) 9393 Johanneshovs Isstadion - 9 februari 1989 Södertälje SK-Skellefteå AIK 6-0 (0-0, 3-0, 3-0) 2312 Scaniarinken - 9 februari 1989 Brynäs IF-Färjestads BK 6-3 (2-0, 3-1, 1-2) 4099 Gavlerinken - 9 februari 1989 Modo Hockey-AIK 6-4 (1-1, 3-2, 2-1) 2259 Kempehallen - 9 februari 1989 Luleå HF-HV 71 4-2 (0-1, 3-0, 1-1) 4316 Delfinen Omgång 37 - 12 februari 1989 Luleå HF-Modo Hockey 9-6 (1-4, 3-1, 5-1) 4358 Delfinen - 12 februari 1989 AIK-Brynäs IF 3-8 (1-1, 0-3, 2-4) 4182 Johanneshovs Isstadion - 12 februari 1989 Färjestads BK-Södertälje SK 6-2 (2-0, 1-1, 3-1) 4252 Färjestads Ishall - 12 februari 1989 Skellefteå AIK-Djurgårdens IF 4-5 (1-2, 1-1, 2-2) 1254 Skellefteå isstadion - 12 februari 1989 HV 71-Leksands IF 3-6 (0-0, 2-4, 1-2) 4375 Rosenlundshallen Omgång 38 - 14 februari 1989 Djurgårdens IF-Färjestads BK 1-3 (1-1, 0-0, 0-2) 4417 Johanneshovs Isstadion - 14 februari 1989 Södertälje SK-AIK 5-6 (2-3, 1-2, 2-1) 4546 Scaniarinken - 14 februari 1989 Brynäs IF-Luleå HF 6-5 (2-1, 3-0, 1-4) 4193 Gavlerinken - 14 februari 1989 Modo Hockey-HV 71 2-1 (0-1, 1-0, 1-0) 2036 Kempehallen - 14 februari 1989 Leksands IF-Skellefteå AIK 7-3 (0-1, 6-1, 1-1) 4032 Leksands Isstadion Omgång 39 - 21 februari 1989 Modo Hockey-Brynäs IF 2-4 (0-2, 1-1, 1-1) 3061 Kempehallen - 21 februari 1989 Luleå HF-Skellefteå AIK 4-2 (1-1, 1-0, 2-1) 4228 Delfinen - 21 februari 1989 AIK-Djurgårdens IF 2-3 (1-1, 0-0, 1-2) 13850 Globen - 21 februari 1989 Färjestads BK-Leksands IF 7-3 (4-1, 0-0, 3-2) 5027 Färjestads Ishall - 21 februari 1989 HV 71-Södertälje SK 1-4 (0-1, 0-1, 1-2) 3691 Rosenlundshallen Omgång 40 - 23 februari 1989 Djurgårdens IF-Luleå HF 6-1 (2-0, 2-1, 2-0) 13763 Globen - 23 februari 1989 Södertälje SK-Modo Hockey 6-7 (2-0, 3-3, 1-4) 2140 Scaniarinken - 23 februari 1989 Brynäs IF-HV 71 4-3 (2-0, 0-2, 2-1) 3966 Gavlerinken - 23 februari 1989 Skellefteå AIK-Färjestads BK 4-6 (3-2, 1-2, 0-2) 1511 Skellefteå isstadion - 23 februari 1989 Leksands IF-AIK 5-4 (2-1, 1-1, 2-2) 4753 Leksands Isstadion |